# باول ستانتون
باول ستانتون (بالإنجليزية: Paul Stanton)‏ هو لاعب هوكي الجليد أمريكي، ولد في 22 يونيو 1967 في بوسطن في الولايات المتحدة.

## وصلات خارجية
- باول ستانتون على موقع دوري الهوكي الوطني (الإنجليزية)
- باول ستانتون على موقع قاعة مشاهير الهوكي (لاعب أن.إتش.أل) (الإنجليزية)
- باول ستانتون على موقع EliteProspects.com (الإنجليزية)
- باول ستانتون على موقع Eurohockey.com (الإنجليزية)
- باول ستانتون على موقع HockeyDB.com (الإنجليزية)
- باول ستانتون على موقع Hockey-Reference.com (الإنجليزية)